# Serra da Malagueta
A Serra Malagueta é uma serra situada na ilha de Santiago, no arquipélago de Cabo Verde. O seu ponto mais elevado tem 1.064 m de altitude.
Tem origem vulcânica e fica situada a 10 km a sudeste de Tarrafal, a 7 km a oeste da Calheta de São Miguel, e a 7 km a norte de Assomada numa das cordilheiras de montanhas que atravessam o interior da ilha. Mais a sul fica situado o Pico da Antónia e norte o Monte Graciosa norte de Tarrafal. A serra serve de fronteira entre os municípios de Tarrafal, São Miguel e Santa Catarina.
A serra e a área circundante formam o Parque Natural da Serra Malagueta.

## Flora

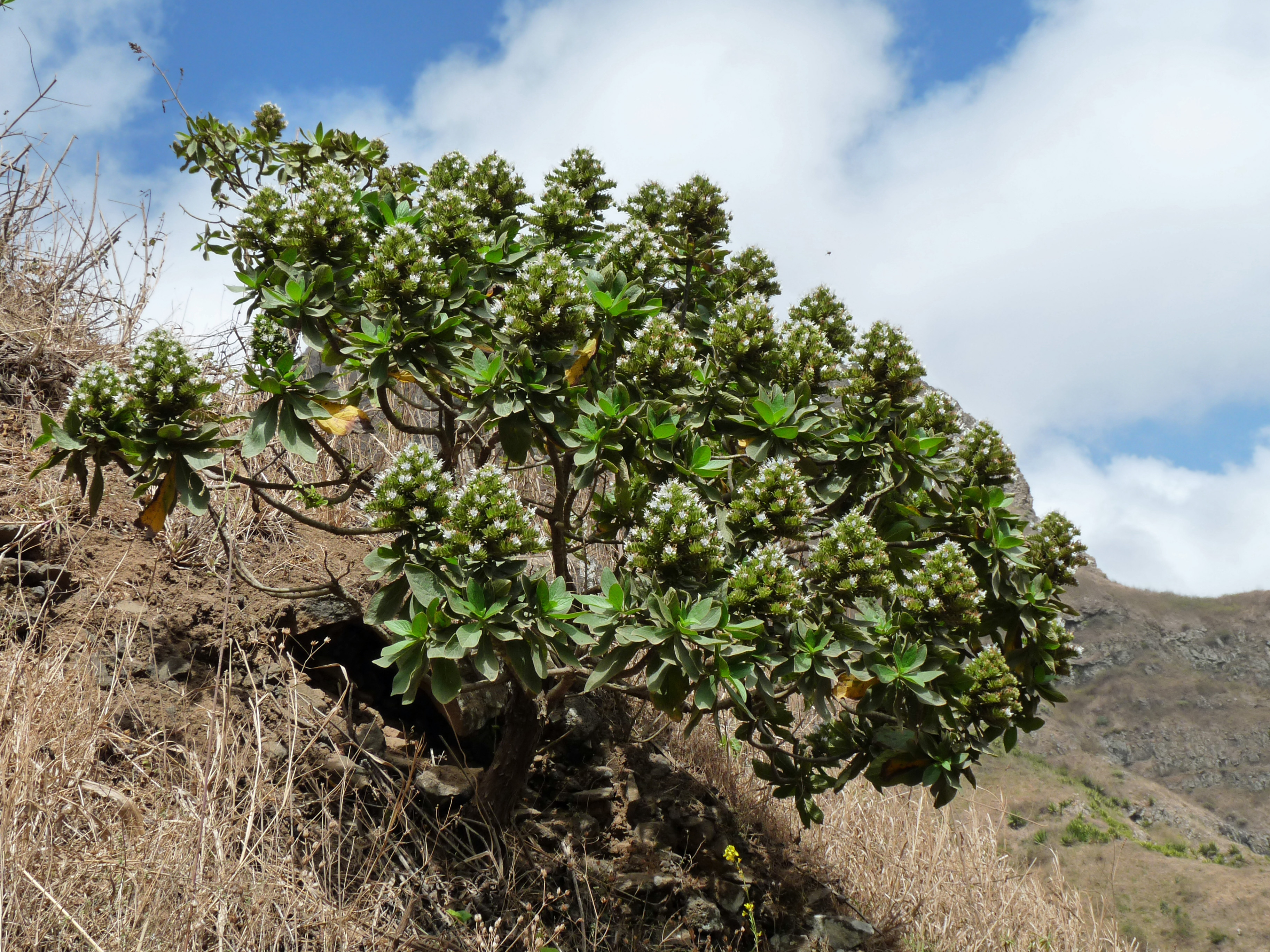
Echium hypertropicum (lingua de vaca) na zona de Ribeira Principal

O parque possui-se 124 espécies de plantas,  Plantas endémicas incluido-se Lantana camara (lantuna), Furcraea foetida (carrapato) e mais outros.  Plantas medícinas incluido-se Artemisia gorgonum (losna), Campanula jacobaea (contra bruza azul), Campylantus glaber ssp. Glaber (alecrim-brabo), Echium hypertropicum (lingua de vaca), Globularia amygdalifolia (mato-boton/modronho), Lavandula rotundifolia (aipo-rotcha), Satureja forbesii (erva-cidreira), Sideroxylon marginata ssp. marmulano (marmulano de Cabo Verde), Tornabenea annua (funcho), Umbilicus schmidtii (balsamo de Schmidt) e Verbascum capitis-viridis (sabão de feiticeira). Outos plantos usado por alimentos incluido-se Sonchus daltonii (coroa de rei) e Euphorbia tuckeyana (tortolho).

## Fauna
O parque natural possui-se 19 espécies de aves, oito esse endêmica e incluido-se Ardea purpurea bournei (garça vermelha de Santiago), Apus alexandri, Passerinha da Ilha de Santiago (Passer iagoensis) e Acrocephalis brevipennis  Seis espécies de lagartos esse fundado, quatro esse endémica incluido-se  Chioninia spinalis spinalis (lagartixa pintada), Chioninia vaillanti (lagarto, lagarto de Vaillant) e Tarentola rudis rudis, Bufo regularis esse único espéscies de amfíibios o espécie intruduzado.

## Ver tambêm
- Lista de montanhas de Cape Verde